# Hymedesmia proxima
Hymedesmia proxima är en svampdjursart som beskrevs av William Lundbeck 1910. Hymedesmia proxima ingår i släktet Hymedesmia och familjen Hymedesmiidae. Inga underarter finns listade i Catalogue of Life.